# Mistrovství České republiky v cyklokrosu 2002
Mistrovství České republiky v cyklokrosu 2002 se konalo 13. ledna  2002 v Hlinsku. 
Mistrovství bylo 8. a zároveň posledním závodem sezony 2001/02 českého poháru v cyklokrosu. Závodu se zúčastnili závodníci kategorií elite a do 23 let. Okruh závodu 2 500 m a závodníci ho absolvovali dvanáctkrát. Ze 39 účastníků ho 2 nedokončili..

## Přehled
| Poř.             | Jméno          | Čas         |
| ---------------- | -------------- | ----------- |
| Zlatá medaile    | Jiří Pospíšil  | 1:03:25 h   |
| Stříbrná medaile | Martin Bína    | + 0:00:15 h |
| Bronzová medaile | Kamil Ausbuher | + 0:00:26 h |
| 4                | Václav Ježek   | + 0:00:30 h |
| 5                | Radek Tichý    | + 0:00:44 h |
| 6                | Pavel Prošek   | + 0:00:57 h |